# Kobieta i mężczyzna
Kobieta i mężczyzna (fr. Un homme et une femme) – francuski melodramat z 1966 roku w reżyserii Claude’a Leloucha. Zdjęcia kręcono w Deauville oraz w Paryżu.

## Nagrody
- 1966: Złota Palma i Nagroda Katolickiego Biura Filmowego (OCIC) na 19. MFF w Cannes[1][2]
- 1967: Złoty Glob dla najlepszej aktorki w dramacie (Anouk Aimée) oraz za najlepszy film nieanglojęzyczny[3]
- 1967: Oscar za najlepszy scenariusz (Claude Lelouch i Pierre Uytterhoeven) oraz za najlepszy film nieanglojęzyczny[4]
- 1967: Błękitna Wstęga za najlepszy film zagraniczny[2]
- 1968: BAFTA dla najlepszej aktorki zagranicznej (Anouk Aimée)[5]